# Linea di successione al trono del Baden

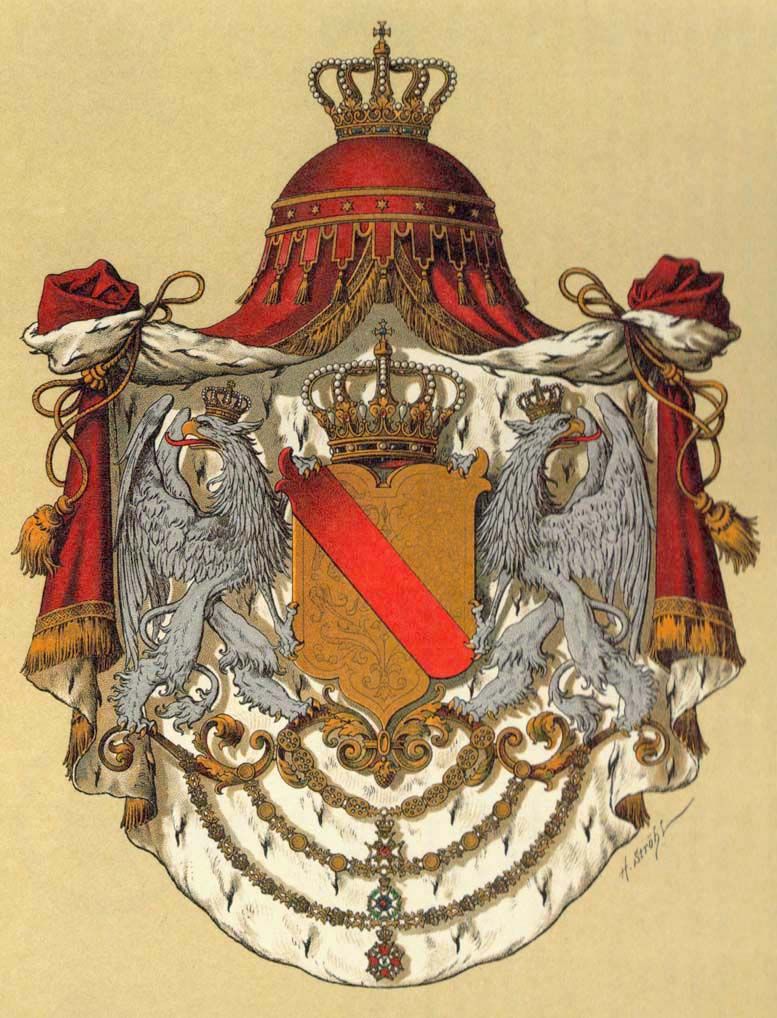
Lo stemma del Baden.

La linea di successione al trono del Baden segue i principi di primogenitura e di Ebenbürtigkeit (parità dei matrimoni) e la legge salica. In caso di estinzione delle linee maschili succedono i maschi discendenti da matrimoni paritari contratti dalle principesse di Casa Baden secondo un ordine stabilito.
Il Granducato di Baden è stato abolito insieme ad altre monarchie dell'Impero tedesco nel 1918. L'attuale pretendente al trono è il principe Maximilian, margravio del Baden.

## Leggi di successione della Casa di Baden
Lo Statuto della Casa granducale del 4 ottobre 1817 stabilisce i criteri di successione al trono, affermando in primo luogo l'indivisibilità del granducato (art. 1).
Come la maggior parte delle dinastie tedesche, la Casa di Baden segue la legge salica, cioè esclude le donne dalla successione al trono, unitamente al principio di primogenitura e a quello di parità dei matrimoni contratti (art. 2).
In caso di estinzione delle linee maschili, sono chiamati a succedere i maschi discendenti da matrimoni paritari contratti dalle principesse di Casa Baden secondo un ordine stabilito, previa rinuncia ad altri troni (art. 3).

## Granduchi del Baden e pretendenti
- Carlo I (1806-1811)
- Carlo II (1811-1818)
- Luigi I (1818-1830)
- Leopoldo I (1830-1852)
- Luigi II (1852-1856)
- Federico I (1856-1907)
- Federico II (1907-1918), capo della Casa fino al 1928
- Maximilian del Baden (1928-1929)
- Berthold del Baden (1929-1963)
- Maximilian del Baden (1963-2022)
- Bernhard del Baden (2022)

Dall'abolizione della monarchia, i capi della Casa portano il titolo di Margravio di Baden.
Il capo della Casa ha il trattamento di Altezza Reale mentre agli altri membri dinastici è riservato il trattamento di Altezza Granducale.

## Linea di successione
La linea di successione a Bernhard del Baden è attualmente:
| discendente da matrimonio contrario al principio di Ebenbürtigkeit e quindi non dinastico ai sensi delle leggi di successione |
| discendente da matrimonio con esponente di famiglia sovrana                                                                   |

| Ordine | Nome                                   | Data di nascita | Relazione                              | Note                                                        |
| ------ | -------------------------------------- | --------------- | -------------------------------------- | ----------------------------------------------------------- |
| 1      | Leopold, principe ereditario del Baden | 2002            | figlio di Bernhard                     | La madre è Stephanie Anne Kaul (non nobile)                 |
| 2      | Friedrich del Baden                    | 2004            | figlio di Bernhard                     | La madre è Stephanie Anne Kaul (non nobile)                 |
| 3      | Karl-Wilhelm del Baden                 | 2006            | figlio di Bernhard                     | La madre è Stephanie Anne Kaul (non nobile)                 |
| 4      | Leopold del Baden                      | 1971            | figlio di Maximilian                   | La madre è Valerie d'Austria                                |
| 5      | Michael del Baden                      | 1976            | figlio di Maximilian                   | La madre è Valerie d'Austria                                |
| 6      | Ludwig del Baden                       | 1937            | figlio di Bertoldo margravio del Baden | La madre era Teodora di Grecia e di Danimarca               |
| 7      | Berthold del Baden                     | 1976            | figlio di Ludwig                       | La madre è la principessa Anna Maria von Auersperg-Breunner |